# Точка ноль
«Точка ноль» — российский телесериал о врачах, борющихся с эпидемией вируса в алтайской деревне. Сериал вышел в онлайн-кинотеатре Иви в апреле 2024 года. Главную роль исполнила Марина Александрова, а режиссёром выступил Сергей Пикалов.
Производством телесериала занимались онлайн-кинотеатр Иви, телеканал «НТВ» и кинокомпания «Team Films» при поддержке Института развития интернета (АНО «ИРИ»).

## Сюжет
Вирусолог Анна Маркова, пытаясь убежать от личных и профессиональных проблем, покидает Москву и переезжает в Новосибирск. Начав работу в научно-исследовательском центре, Анна отправляется в небольшую деревню в Алтайском крае, чтобы спасти её жителей от неизвестного вируса.

## Производство
Съёмки начались в мае 2023 года и проходили в Белорецком районе Башкортостана, в сёлах Отнурок и Ишля, а также в Москве и Подмосковье.
На съёмочной площадке в качестве консультантов работали врачи-эпидемиологи.
Телевизионная премьера состоялась на телеканале «НТВ» 17 июня 2024 года.

## В главных ролях
- Марина Александрова — Анна Маркова
- Сергей Марин — Ваня
- Наталья Рогожкина — Татьяна
- Константин Белошапка — Алексей
- Анастасия Дьячук — Света
- Всеволод Макаров — Витя
- Евгения Ахременко — Валентина
- Мария Рыщенкова — Надя
- Евгений Мундум — Матвей
- Сергей Маховиков — Константин
- Мария Савицкая — Оля
- Василий Копейкин — Антон

.

## Мнения о телесериале
Кирилл Краснов, «Сноб»:
Однако неочевидная злободневность — не единственное достоинство данного телесериала. Пусть сюжет на 10 часовых серий и выглядит внушительно, все элементы триллера тут на своём месте. Антагонист невидим и необъясним, а потому любой диалог персонажей уже по факту их столкновения друг с другом вызывает напряжение.
Алексей Литовченко, «Кинорепортёр»:
На протяжении первых четырёх эпизодов «Точка ноль» цепко держит зрителя за глотку и весьма убедительно притворяется чем-то средним между «Нулевым пациентом» и «Эпидемией». Даже ненавязчиво, но упорно намекает на наличие мистической составляющей: в кадре то и дело мелькает языческий символ в виде соломенного человечка, а где-то за кадром многозначительно обретается могучая шаманка. Однако дальше телевизионная природа берёт своё, и всё стремительно хиреет, скатывается в дешёвую сентиментальщину и разлагается на множество побочных сюжетных линий, большинство которых не имеют прямого отношения к основной повестке.
Евгений Шульгин, «Lenta.ru»:
Однако то, что в основу сюжета легла реальная история пандемии коронавируса в России, неблагодарной работы вирусологов и протестов против антиковидных мер и ограничений — QR-кодов, вакцинации, локдаунов — становится очевидно уже в первых сериях. Телесериал «Иви» идёт скорее по пути сурового реализма, хорошо продемонстрированного ещё «Заражением» Стивена Содерберга, которое рассказывало о противостоянии неизвестному смертельному вирусу, обрушившемуся на человечество.
Максим Ершов:
В «Точке ноль» фактически нет динамичных эпизодов. Вышел, скорее, разговорный проект, в котором, кажется, и не нужно дополнительно усиливать тревожное состояние, достаточно поместить в центр повествования правильную героиню. Правда, экшен мог бы несколько разбавить неспешное повествование, добавить искры.